# Alojz Gradnik
Alojz Gradnik [álojz grádnik], slovenski pesnik, sodnik in prevajalec, * 3. avgust 1882, Medana v Goriških brdih, † 14. julij 1967, Ljubljana.

## Življenje
Alojz Gradnik se je rodil 1882 v Medani očetu Jožefu Gradniku, ki je bil rojen v Trstu, in materi Furlanki, ki je prihajala iz Krmina, z dekliškim priimkom Godeas. Gradnik je tri razrede osnovne šole obiskoval v Brdih v letih 1888-1891. Po osnovni šoli je vstopil v »deško vadnico« goriškega Alojzijevišča, nato pa leta 1893 nadaljeval šolanje na gimnaziji v Gorici in jo leta 1901 tudi končal. V času šolanja v Gorici je živel v semenišču, iz katerega je po šestih letih tudi izstopil. Po končani gimnaziji se je leta 1901 vpisal na pravno fakulteto dunajske univerze. Študentski kruh si je služil kot domači učitelj. Pravne študije je končal maja leta 1906, za doktorja prava pa je bil imenovan v Gradcu 25. januarja 1907. Kot sodnik praktikant je začel službovati v Gorici, kmalu postal sodniški pripravnik, 7. septembra pa so ga premestili v Krmin. Od tod se je 7. maja vrnil v Gorico k državnemu tožilstvu, nato delal v istrskih mestecih Vodnjanu in Rovinju, od oktobra 1909 pa kot sodniški pomočnik v Pulju. Med službovanjem v Pulju je hodil predavat v Gorico v okviru Narodne prosvete. V začetku decembra leta 1911 se je vrnil v Gorico ter deloval kot preiskovalni sodnik. Ob izbruhu 1. svetovne vojne je bil v Gorici 30. julija aretiran, šele po njegovi pritožbi na ministrstvo so ga sredi novembra 1914 tudi izpustili. Po izbruhi vojne med Italijo in Avstrijo se je leta 1915 umaknil v Cerkno, kjer je deloval kot sodnik. Kmalu po italijanski zasedbi Primorske pa se je leta 1920 umaknil v Ljubljano, kjer je deloval kot pravni strokovnjak pri ministrstvu za zunanje zadeve. 10. maja 1920 je nastopil službo na ministrstvu v Beogradu, 26. januarja 1922 pa je nastopil službo pri višjem deželnem sodišču v Ljubljani, kjer je služboval vse do leta 1929. Med letoma 1936 in 1941 je bil sodnik »stola sedmorice« v Zagrebu. Ustaši so ga 1941 odpustili iz službe, med vojno (1941—1945) je bil sodnik vrhovnega sodišča v Ljubljani. Leta 1946 je bil upokojen kot sodnik Vrhovnega sodišča v Ljubljani. Umaknil se je v zasebno življenje in posvetil literaturi. Po osemdesetletnici so se mu pojavljali čedalje močnejši simptomi možganske skleroze.

## Delo
Gradnik velja za pesnika med moderno in ekspresionizmom - po starosti in objavah v periodiki je le neznatno mlajši od pesnikov slovenske moderne, po pesniških zbirkah, s katerimi se je javnosti predstavil razmeroma pozno, pa sodi v dobo, ki se je z moderno razšla in pripravljala pot ekspresionizmu. Zaradi tematike ga največkrat imenujejo pesnika Goriških brd ali pesnika ljubezni in smrti. V periodiki objavljene pesmi (almanah Na novih potih, 1902; Ljubljanski zvon, Slovan) pa kažejo tudi drugačno podobo: pesmi marsikdaj spominjajo na Simona Jenka, Josipa Murna in Otona Župančiča, vendar so prepoznavne tudi že tipično gradnikovske lastnosti. Večinoma gre za ljubezenske pesmi. Ljubezenska tema se od začetka povezuje s temo trpljenja in smrti in daje poeziji ton mračnosti, demoničnosti in usodnosti; neuslišano mladostno ljubezensko hrepenenje prerašča v strastno dekadentno ljubezensko izkušnjo (motiv kurtizane) in grozi nezvesti ženski z maščevanjem. Ljubezen je v tej poeziji predajanje, stopnjevano celo do samouničenja; kljub intenzivnosti je zato bolj ženska kot moška. Smrt ni njena meja, temveč prestop v večno trajanje. Že zgodnja Gradnikova ljubezenska poezija se izreka tudi z ženskim lirskim glasom; vrh doživlja v Pismih (Padajoče zvezde). Ob ljubezenski poeziji je zanj najbolj značilna domačijska in domoljubna izpoved: Motivi iz Istre (o življenju istrskih kolonov in dninarjev) in Motivi iz Brd so učinkovali tako izvirno in tako malo findesieclovsko, da je Oton Župančič videl v njih svežo slovensko lirsko novost in so jo tudi slovenski (Cankar) in hrvaški (Nazor) modernisti cenili kot tipičen Gradnikov prispevek. V pokrajinskih pesmih je čutiti tudi socialno izpoved, posebej opazno v pesmih z vojno tematiko (razdelek 1915–1916 v Padajočih zvezdah, zbirka Pojoča kri -- pesmi internirancev v času NOB), zgodovinsko snov (Tolminski punt iz Poti bolesti) in iskanje narodne identitete. Po zbirki De profundis postajajo domačijske teme pretveza za izpoved moralnih in filozofskih univerzalij (razmerje kmeta in zemlje do večnosti in boga) v ciklu Kmet govori iz zbirke Večni studenci in za alegoriko v Zlatih lestvah ter podstava za rekonstrukcijo ljudskega mita (Lucipeter). To so teme, ki izsiljujejo ciklično oblikovanje, značilno za zrelo Gradnikovo pesništvo v zbirki Pesmi o Maji.
Po 2. svetovni vojni je Gradnikovo pesništvo priložnostno; za otroke je izdal zbirko Narobe svet in druge pesmi za mladino, prijateljem posvečene pesmi pa so izhajale v periodičnem tisku. V tem času je nadaljeval prevajalsko delo. Prevodi Dantejevih Nebes, Byronove Parizine, lirike Sandorja Petőfija in Shakespearovih sonetov niso bili objavljeni, pač pa Michelangelovi Soneti (Narodna tiskarna, Ljubljana, 1945). Novo izdajo je doživela Kitajska lirika (1928, 19582 (Druga pomnožena izdaja, Založba Obzorja Maribor),19583), metrično in oblikovno je preuredil predvojni (1933) prozni prevod Portugiških sonetov E. B. Browning (1961), izbral predvojne prevode Tagorejeve lirike, prepesnil Prešernove nemške pesmi, Gorski venec P. Petrovića Njegoša, ep Smrt Smail Age Čengijića I. Mažuranića ter še marsikaj iz evropskih književnosti (italijanske, španske, kitajske, srbske in hrvaške lirike). V samostojnih knjižnih izborih je preveden v angleščino in francoščino, dvakrat v makedonščino ter nazadnje v srbščino in hrvaščino.
Gradnikovo pesniško delo je zelo obsežno in med obema vojnama je veljal za najizrazitejšo slovensko pesniško osebnost. Poleg Župančiča je Gradnik najpomembnejši lirik starejšega pesniškega rodu med obema vojnama. 

### Pesniške zbirke
- Padajoče zvezde (1916, 19232)
- Begunci (1917)
- Pot bolesti (1922)
- Pisma (1924)
- De Profundis (1926)
- Svetle samote (1932, ur. Josip Vidmar) (COBISS)
- Večni studenci (1938)
- Zlate lestve (1940)
- Bog in umetnik (1943)
- Pojoča kri (1944)
- Pesmi o Maji (1944)
- Primorski soneti (1952, ur. Jaro Komac)
- Narobe svet in druge pesmi za mladino (1953)
- Harfa v vetru (1954, ur. Filip Kalan)
- Eros-Tanatos (1962, 1972, ur. Filip Kalan)
- Zbrano delo 1–5, 1984—2008, ur. Miran Hladnik in Tone Pretnar

### Mladinska poezija
Gradnik se v svojem ustvarjanju posveti tudi otroku in njegovemu pogledu na svet. Skušal je zreti skozi otroške oči in jim pomagati razumeti svet okoli njih.
Svojo mladinsko poezijo je v začetkih objavljal v veliko časnikih, nato pa jih leta 1953 zbral v zbirki Narobe svet in druge pesmi za mladino. Ob izidu zbirke doživi kritiko na neuspeli poskus zrenja skozi otroške oči. Vanjo zajame tako pesmi kot tudi uganke, saj je bila to njegova edina zbirka, ki jo je namenil mlajši populaciji. Kar nekaj izmed teh pesmi je dokaj zapletenih in težko razumljivih, saj je pesnik v istem času pisal tako za mladino kot tudi za odrasle. Zdi se, da so nekatere pesmi le poskus prepisa pesmi za odrasle na otroško razumljen način. V svojih pesmih največkrat definira predmete in pojme ter gleda na narobe svet. Doda še živali, naravo igro, ljubezen in poetologijo. Vrača se v otroštvo, ima nezmožnost empatije v otroško igro in pravljice. V pesmih težko najdemo že slišano, čeprav se ponavljajo znane teme. Nekatere so vzgojne, druge pripovedne, izpovedne, nesmiselnice in poskusi empatije. Opazna je skrb za otroke, da ne bi bili v podrejenem položaju kot odrasli, saj noče poneumiti poezije za otroke. Hoče le lažje in bolj zavzeto branje otrok. Gradnikovo mladinsko poezijo lahko razdelimo na dva sklopa. V prvem so pesmi, namenjene le otrokom, v drugem tiste, za katere ne vemo točno ali so že pesmi za odrasle. V pesmih za mladino in otroke ne najdemo veliko metafor, saj jih otroci ne razumejo. Vsebujejo primeren jezik, veliko ponavljanja in refrenov, igric, humorja, melodičnosti in imajo značilno kratkost. Ves svet postavlja na glavo. Te sestavine lahko najdemo v Škrjančku, Zmajih, Žabi in raku ...
V zbirki so tudi uganke, ki pa imajo teme zelo podobne kot v pesmih; živali, zemlja, letni časi,… Gradnikove uganke so zahtevnejše in od ljudi zahtevajo veliko aktivnost in izkazovanje znanja. Nekaj ugank je napisal sam, večino pa prevedel iz srbščine.